# Principio y fin (mural)
Principio y fin es un mural en la ciudad de Chillán, Chile, hecho por el muralista chileno Julio Escámez, inaugurado en 1972 y ocultado en 1973, como consecuencia del golpe de Estado en Chile. Fue declarado Monumento Nacional en diciembre de 2024.
El mural se extiende entre el segundo y el tercer piso del edificio consistorial de Chillán, que es parte del Conjunto de edificios Municipales de Chillán, y actualmente se encuentra en proceso de restauración.

## Historia
La idea de un mural en la Casa Consistorial de Chillán surgió durante el último año de la gestión edilicia de Eduardo Contreras Mella en 1971, y votado de manera unánime por el concejo municipal.
Fue inaugurado el 20 de agosto de 1972 por el nuevo alcalde de Chillán, Ricardo Lagos Reyes, en compañía del presidente Salvador Allende, los regidores Isidoro Tohá, Lidia Zúñiga, Carlos Piedra, Vitalino Pedreros y José Luis Martin, el ministro de Relaciones Exteriores Clodomiro Almeyda, el canciller de Cuba Raúl Roa, el embajador de Chile en Francia Pablo Neruda y la Orquesta Sinfónica de Chile, con motivo de la celebración del natalicio de Bernardo O’Higgins. Durante la ceremonia, Allende es declarado Hijo Ilustre de Chillán.
Tras el golpe de Estado en Chile de 1973 el mural fue borrado por militares, bajo el argumento de que hacía apología al marxismo y la sublevación. La versión del alcalde Contreras Mella apunta a que el mural fue cubierto de alquitrán y posteriormente destruido picando el muro. Sin embargo, Jeremías Llanos, uno de los trabajadores de la época del área de Turismo y Cultura del municipio, precisó que el mural solamente fue pintado y no picado. De todas maneras, las reparaciones del muro en el cual se ubicaba el mural, incluyeron un entrepiso que imposibilitó la restauración de la obra de Escámez, reduciendo el espacio en el salón.

### Sucesos posteriores
El alcalde de la época, Ricardo Lagos Reyes, fue asesinado junto a su familia cinco días después del golpe de Estado, mientras que el autor de la obra se autoexilió en Costa Rica. Días después, existió la amenaza de destrucción a los murales de la Escuela México, sin embargo, esto fue impedido por el director de la escuela Edmundo Cisternas y un soldado del ejército, quien hizo de mediador y que había sido estudiante en dicho establecimiento. La situación no impidió que la obra "El hombre ante el micro y el macrocosmo" del mismo Escámez, ubicada en el Liceo Enrique Molina Garmendia de Concepción también fuera destruida al año siguiente.
Durante la alcaldía de Sergio Zarzar en 2010, existieron gestiones para que Julio Escámez restaurara el mural, sin embargo, las prioridades edilicias cambiaron, destinando los recursos a solucionar las problemáticas que había ocasionado el Terremoto de Chile de 2010 en Chillán. Para 2015, Julio Escámez fallece en Costa Rica.
En 2021 la concejala Quenne Aitken propuso al alcalde Camilo Benavente restaurar el mural, trabajo que fue solicitado evaluar a la Unidad de Patrimonio del municipio y al Consejo de Monumentos Nacionales. La evaluación realizada por dichas entidades en el mes de noviembre, concretaron el descubrimiento de vestigios del mural.
El 4 de diciembre de 2024 el Consejo de Monumentos Nacionales acordó de forma unánime declarar al mural como Monumento Histórico.